# 天運 (湯教合)
天運（1862年十二月）為中國清朝時期湖北荆州府江陵县一贯道領袖湯教合的年號，前後共計1個月。
同治元年（1862年）十二月二十四日，清朝在江陵县拿获道人湯教合，搜出不法经卷，上书天运元年字样。

## 西元紀年對照表
| 天運 | 元年   |
| ---- | ------ |
| 公元 | 1862年 |
| 干支 | 壬戌   |

## 同期存在的其他政權年號
- 中國
  - 同治（1862年－1874年）：清朝—同治帝載淳之年號
  - 太平天國（1851年－1864年）：太平天国—洪秀全、洪天貴福之年號
  - 江漢（1854年－1864年）：清朝時期—楊龍喜、朱明月之年號
  - 洪德（1855年－1864年）：大成国— 陳開、黄鼎凤之年號
  - 順天（1859年－1862年）：清朝時期—李永和之年號
  - 天縱（1860年－1863年）：清朝時期—宋继鹏之年號
- 日本
  - 文久（1861年－1864年）：孝明天皇之年號
- 越南
  - 嗣德（1848年－1883年）：阮朝—阮翼宗阮福時之年號
- 南洋
  - 蘭芳（1777年—1884年）：蘭芳共和國之年號

## 來源
1. ↑  《军机处录副奏折》巴扬阿奏折，见马西沙《中国民间宗教史》，中国社会科学出版社，2004年，第856页。 ISBN 9787500444404